# Сегрейв, Хью
Хью Сегрейв (англ. Hugh Segrave (Seagrave); умер 4 февраля 1387) — английский рыцарь, администратор и придворный, происходивший из баронского рода Сегрейвов. В начале своей карьеры служил членам королевской семьи: сначала королеве Филиппе, жене Эдуарда III, а затем последовательно её сыновьям, Джону Гонту и Эдуарду Чёрному Принцу. После смерти последнего он стал служить его вдове. После восхождения на престол короля Ричарда II стал управляющим королевского двора, а также занимал должности хранителя Большой печати в 1381 и 1382 годах и казначея Англии в 1381—1386 годах.

## Биография
Точное происхождение Хью не установлено, но, судя по всему, он был членом баронского рода Сегрейвов, главная линия которого угасла в 1353 году. Вероятно он происходил из младшей ветви рода или был внебрачным сыном кого-то из представителей главной линии рода. Впервые в источниках он появляется в 1369 году, когда он был оруженосцем королевы Филиппы и был утверждён королём Эдуардом III хранителем замка Бёрствик и хранителем лесов Кингсвуд и Филвуд в Глостершире.
До 4 ноября 1372 года он был сенешалем домашнего хозяйства Джона Гонта, сына Эдуарда III, в Гаскони. В 1370 году он участвовал в войне во Франции, за что получил жалование в 45 фунтов 10 шиллингов и 2 пенса для себя и своих подчинённых. В марте 1371 года он упоминается как сэр Хью Сегрейв, который в Кале участвовал в переговорах о мире с Фландрией.
8 октября 1372 года Хью стал управляющим землями другого сына Эдуарда III — Эдуарда Чёрного Принца, которому служил до его смерти в 1376 году, после чего стал исполнителем его завещания. 6 июля того же года он был утверждён управляющим всеми владениями покойного принца в Англии и Уэльсе и стал служить вдове Эдуарда, Джоанне.
После смерти короля Эдуарда III в июне 1377 года Хью был назначен управляющим двора нового короля Ричарда II (сына покойного принца Эдуарда), а 20 июля 1377 года стал членом регентского совета, действовавшего до 30 октября 1378 года. Судя по получаемому им в этот период жалованью, он участвовал в деятельности совета почти ежедневно. В качестве награды за свою службу он получил подтверждение установленной ему 8 октября 1372 года покойным принцем ежегодной ренты в 100 фунтов, к которой Ричардом II были добавлены ещё 150 марок. Кроме административных обязанностей, Хью в 1378—1380 годах принимал участие в мирных переговорах с Францией, закончившихся безрезультатно, а также в 1381 году участвовал в переговорах, которые закончились заключением брака Ричарда II с Анной Чешской.
После того как во время крестьянского восстания Уота Тайлера 14 июня были убиты канцлер Саймон Садбери и казначей Роберт Хейлз, Ричард II 16 июля назначил Хью Сегрейва хранителем Большой печати (хотя и без должности канцлера). В это время он посоветовал своему другу, аббату Сент-Олбанса Томасу, который просил помочь ему против восставших, выполнить все их требования. Хотя это предложение и производило впечатление умеренного, оно принято не было (и, вероятно, Сегрейв на это и не надеялся). В июле король прибыл в Сент-Олбанс и жестоко покарал мятежников. 10 июля Сегрейв оставил пост хранителя Большой печати, переданной новому канцлеру, Уильяму де Куртене, заняв пост казначея Англии. 13 ноябре того же года он выступил на заседании парламента, объявив об отмене хартии о вольности крестьянам.
После того как в 1382 году король уволил Ричарда Скрупа с поста канцлера, Хью снова был держателем Большой печати в период с 11 июля по 20 августа. В 1385 году Сегрейв участвовал в комиссии, которая осудила Джона Кавендиша за клевету на канцлера Майкла де ла Поля.
Хью оставил пост казначея 17 января 1386 года. Он умер 4 февраля 1387 года.
Известно, что Хью владел поместьями Оверхолл в Эссексе и Кемпстон в Бедфордшире.

## Брак
У Хью, судя по всему, была жена по имени Изабелла, но в сообщениях о его смерти её имя не упоминается, также не упоминаются ни о каких его детях.